# 可分離變數的偏微分方程
可分離變數的偏微分方程（PDE）是指一種偏微分方程，在求解時可以用分離變數法分離為一組階數較低的微分方程。這一般是因為偏微分方程滿足某種形式或是對稱。因此可以利用求解一組較簡單的偏微分方程來求解原問題，若可以簡化為一維的問題，甚至可以用變成常微分方程。
分離變數法最常見的形式是其解可以假設為幾個函數的積，而每個函數只有一個自變數。例如給予一個 {\displaystyle n} 元函數 {\displaystyle F(x_{1},\ x_{2},\ \dots ,\ x_{n})} 的偏微分方程，猜想解答的形式為
{\displaystyle F=F_{1}(x_{1})F_{2}(x_{2})\cdots F_{n}(x_{n})} 。
這是一種特別的分離變數法，稱為{\displaystyle R}-分離變數法，此方式是將解寫成和座標有關的固定函數，以及以各座標為自變數函數的乘積。{\displaystyle {\mathbb {R} }^{n}}上的拉普拉斯方程是一個可以用{\displaystyle R}-分離變數法求解的偏微分方程的例子，在三維空間下會用六維球面座標轉換來求解。
偏微分方程的分離變數法和常微分方程的分離變數法不同，後者是指問題可以變成二個積分相等的形式。

## 範例
例如，考慮非時變的薛丁格方程
{\displaystyle [-\nabla ^{2}+V(\mathbf {x} )]\psi (\mathbf {x} )=E\psi (\mathbf {x} )}
針對函數{\displaystyle \psi (\mathbf {x} )}（為簡化問題，其為無因次量）（等效的作法是考慮非齊次的亥姆霍兹方程）。若三維函數{\displaystyle V(\mathbf {x} )}形式如下
{\displaystyle V(x_{1},x_{2},x_{3})=V_{1}(x_{1})+V_{2}(x_{2})+V_{3}(x_{3}),}
則此問題可以分解為三個一維的常微分方程，函數分別是{\displaystyle \psi _{1}(x_{1})}、{\displaystyle \psi _{2}(x_{2})}及{\displaystyle \psi _{3}(x_{3})}，最後的解可以寫成{\displaystyle \psi (\mathbf {x} )=\psi _{1}(x_{1})\cdot \psi _{2}(x_{2})\cdot \psi _{3}(x_{3})}。（薛丁格方程中可以分離變數求解的例子已由艾森哈特（Eisenhart）在1948年列舉）。